# 文华影片公司
文华影片公司于1946年成立于中華民国上海，是一家私营电影公司。创办人为吴性栽，由吴邦藩出任经理，陆洁出任厂长，厂址位于今上海徐家汇原联华影业公司厂址。
1949年中华人民共和国成立后，吴性栽赴英屬香港，文华接近停业。在政府帮助下，文华恢復电影制作。1952年，文华并入上海联合电影制片厂，最终并入上海电影制片厂。

## 代表影片
- 《不了情》1947年
- 《假凤虚凰（原名《鸳鸯蝴蝶》）》1947年
- 《母与子》1947年
- 《太太万岁》1947年
- 《夜店》1947年
- 《艳阳天》1948年
- 《好夫妻》1948年
- 《小城之春》1948年
- 《生死恨》1948年，艺华影片公司出品
- 《大团圆》1948年，清华影片公司出品
- 《群魔》1948年
- 《母親》1949年
- 《哀乐中年》1949年
- 《小放牛》1949年，艺华影片公司出品
- 《表》1949年
- 《越剧精华（《楼台会》，《贩马记》，《双看相》，《卖婆记》）》1949年
- 《摄影棚内买公债》1950年
- 《思想问题》1950年
- 《我这一辈子》1950年
- 《太平春》1950年
- 《姊姊妹妹站起来》1951年
- 《腐蚀》1951年
- 《关连长》1951年
- 《光辉灿烂》1951年
- 《有一家人》1951年
- 《美国之窗》1951年
- 《太阳照亮红石河》1952年

## 著名人物
- 张爱玲
- 吴性栽
- 陆洁
- 石挥
- 费穆
- 桑弧
- 黄佐临
- 陈西禾
- 李萍倩
- 柯灵
- 程之
- 丹妮
- 张伐
- 韩非
- 叶明
- 崔超明

## 外部资料
- 《海上浮世绘——文华影片公司初探》，黄望莉，中国电影出版社
- 《从都市景观到革命呈现——文华电影研究》，黄望莉，上海世纪出版社